# Innocenzo Conti
Innocenzo Conti (Roma, 8 de fevereiro de 1731 - Frascati, 15 de novembro de 1785) foi um cardeal do século XVIII

## Biografia
Nasceu em Roma em 8 de fevereiro de 1731. Filho de Stefano Conti, duque de Poli e Guadagnolo, e Maria Vittoria Ruspoli. Irmão de Michelangelo Conti, último duque de Poli; e do Padre Marcantonio Conti, Somaschan. Sua família deu os Papas, Inocêncio III, Honório III, Alexandre IV e Inocêncio XIII.
Estudou na Universidade La Sapienza, em Roma, onde obteve o doutorado in utroque iure, direito canônico e civil, em 27 de abril de 1752.
Entrou na prelazia romana em 1747. Referendário do Tribunal da Sigantura Apostólica, julho de 1752. Regente da Penitenciária Apostólica, 1752. Sucessivamente, vigário de S. Nicola in Carcere e de S. Maria ad Martyres . Secretário da SC das Indulgências e Sagradas Relíquias, dezembro de 1759 a 1764. Auditor da Sagrada Rota Romana, julho de 1764; tomou posse do cargo em fevereiro de 1765. Abade commendatario de Fossanova. O Papa Clemente XIV destinou-o núncio em Portugal a 26 de novembro de 1769.
Eleito arcebispo titular de Tiro em 18 de dezembro de 1769. Consagrada em 26 de dezembro de 1769 a igreja de S. Maria em Vallicella, Roma, pelo cardeal Marcantonio Colonna, auxiliado por Orazio Mattei, arcebispo titular de Colossos, e por Giuseppe Contesini, arcebispo titular de Atenae. Assistente do Trono Pontifício, 1 de janeiro de 1770. Núncio em Portugal, 3 de janeiro de 1770, a pedido da corte portuguesa e do Marquês de Pombal; a nunciatura estava vaga desde que o arcebispo Filippo Acciaiuoli foi expulso pelo governo português em 2 de agosto de 1760, em decorrência de desentendimentos com a Santa Sé após a expulsão dos jesuítas do reino; partiu para Lisboa no mês de fevereiro seguinte, visitando na sua viagem as cortes de Florença, Parma, Turim e Madrid.
Criado cardeal e reservado in pectore no consistório de 23 de setembro de 1771; publicado no consistório de 19 de abril de 1773; o papa enviou-lhe o barrete vermelho com oablegato apostólico Mons. Marcantonio, Somaschan, seu irmão. Desfrutou da proteção de Portugal, bem como da Espanha e da França. Participou do conclave de 1774-1775, que elegeu o Papa Pio VI. Nomeado secretário dos Breves Apostólicos, a 3 de março de 1775, por pressão de Portugal. Recebeu o chapéu vermelho em 16 de março de 1775; e o título de S. Silvestro in Capite, 3 de abril de 1775. Atribuído à SS. CC. dos Bispos e Regulares, Ritos, Concílios e Indulgências e Sagradas Relíquias. Camerlengo do Sagrado Colégio dos Cardeais, 25 de fevereiro de 1782 até 17 de fevereiro de 1783. Optou pelo título de S. Maria in Aracoeli, 15 de dezembro de 1783. Foi protetor das cidades de Anagni e Narni; dos Frades Menores Capuchinhos, março de 1774; dos monges de Montevergine; bem como de hospitais, mosteiros e instituições piedosas.
Morreu em Frascati em 15 de novembro de 1785, na villa de sua família em Frascati. Seu corpo foi levado para Roma e exposto na igreja de S. Marcello, Roma, onde ocorreu o funeral. Ele foi enterrado em seu título, S. Maria in Aracoeli. Em 1786, a Biblioteca do Vaticano adquiriu por 250 escudos os livros que pertenciam ao Cardeal Conti, incluindo os dois hebraicos 485 e 486, contendo uma versão latina literal do Pentateuco. O falecido cardeal havia cultivado as letras e, em particular, a arqueologia e era lucumone da Academia Etrusca.